# 洗鈔事務所
是一部2019年美國傳記喜劇劇情片，由史蒂芬·索德柏執導、監製、攝影兼剪輯，史考特·Z·柏恩斯編劇，改編自傑克·伯恩斯坦所著的《金錢密界：深入巴拿馬文件背後的離岸金融運作，揭開全球政商名流不為人知的藏金祕密》（Secrecy World: Inside the Panama Papers Investigation of Illicit Money Networks and the Global Elite）一書，主要描述一名寡婦在深入調查後發現自己成為了兩名律師圖利的受害者之一。
其主演包括梅莉·史翠普、蓋瑞·歐德曼、安東尼奧·班德拉斯、傑佛瑞·懷特、羅伯特·派屈克、大衛·史威默及莎朗·史東。該片最先於2019年9月1日在第76屆威尼斯影展上舉行全球首映，後於9月27日在Netflix上發行。

## 劇情
愛倫·馬丁的夢幻假期出現了錯誤的轉折，並導致她陷入了一個黑暗交易的兔子洞，這一切都可以追溯到由尤爾根·莫薩克和拉蒙·馮賽卡經營的一家巴拿馬律師事務所。她很快地瞭解到，自己的處境只是數百萬個項目中的一小部份，而稅收計劃與世界上最富有且強大的政治領導人都有所關聯。

## 演員
- 梅莉·史翠普 飾 愛倫·馬丁（Ellen Martin）
- 蓋瑞·歐德曼 飾 尤爾根·莫薩克（英语：Jürgen Mossack）
- 安東尼奧·班德拉斯 飾 拉蒙·馮賽卡
- 傑佛瑞·懷特 飾 馬爾克斯·歐文·邦坎珀（Malchus Irvin Boncamper）
- 大衛·史威默 飾 馬修·坤利克（Matthew Quirk）
- 威爾·福爾特 飾 倒楣的外國人#1
- 克里斯·帕內爾 飾 倒楣的外國人#2
- 羅伯特·派屈克 飾 派瑞警監（Captain Perry）
- 莎朗·史東 飾 漢娜（Hannah）
- 赵家玲 飾 谷开来
- 罗明 飾 王立军

## 發行
《洗鈔事務所》於2019年9月1日在第76屆威尼斯影展上舉行全球首映。該片也在2019年9月的多倫多國際影展和聖賽巴斯提安國際影展上放映。《洗鈔事務所》於2019年10月18日在數位串流媒體發行前，定於2019年9月27日在Netflix上線。

## 审查
片中因涉及中國大陸政界人士和薄熙來與法輪功的劇情令中共當局不悅進而遭到封殺。

## 外部連結
- 互联网电影数据库（IMDb）上《洗鈔事務所》的资料（英文）